# Do As Infinity LIVE IN JAPAN II
『Do As Infinity LIVE IN JAPAN Ⅱ』（ドゥ・アズ・インフィニティ・ライヴ・イン・ジャパン・ツー）は、日本のロックバンド・Do As Infinityが2004年3月31日にavex traxから発売した10枚目の映像作品である。

## 内容
前作『Do As Infinity LIVE YEAR 2004』から約6ヶ月ぶりの作品。ベストアルバム『Do The A-side』と同時発売された。
2005年2月24日から5月31日に全国のライブハウスと多目的ホールで敢行された、ライブツアー『Do As Infinity LIVE TOUR 2005 -NEED YOUR LOVE-』から最終日の東京・日本武道館公演の模様が収録されている。

## 収録映像曲
本編
1. For the future
2. Blue
3. 遠くまで
4. BE FREE
5. ROBOT
6. 柊
7. 楽園
8. 陽のあたる坂道
9. Yesterday & Today
10. Week!
11. Ever…
12. 夜鷹の夢
13. Need your love
14. 菜ノ花畑
15. Gates of heaven
16. Ultimate G.V
17. 冒険者たち
18. Glasses
19. One or Eight
20. 本日ハ晴天ナリ

アンコール
1. Highway Star
ディープ・パープルのカバー。
2. nice & easy
3. TAO
4. SUMMER DAYS
5. あいのうた

## 参加ミュージシャン
Do As Infinity
- 伴都美子：Vocal
- 大渡亮：Guitar & Chorus

Support Member
- 林由恭：Bass
- 林部直樹：Guitar
- 高瀬順：Keyboards
- 松本淳：Drums
- 浜野和子：Chorus